# 沙田公立學校

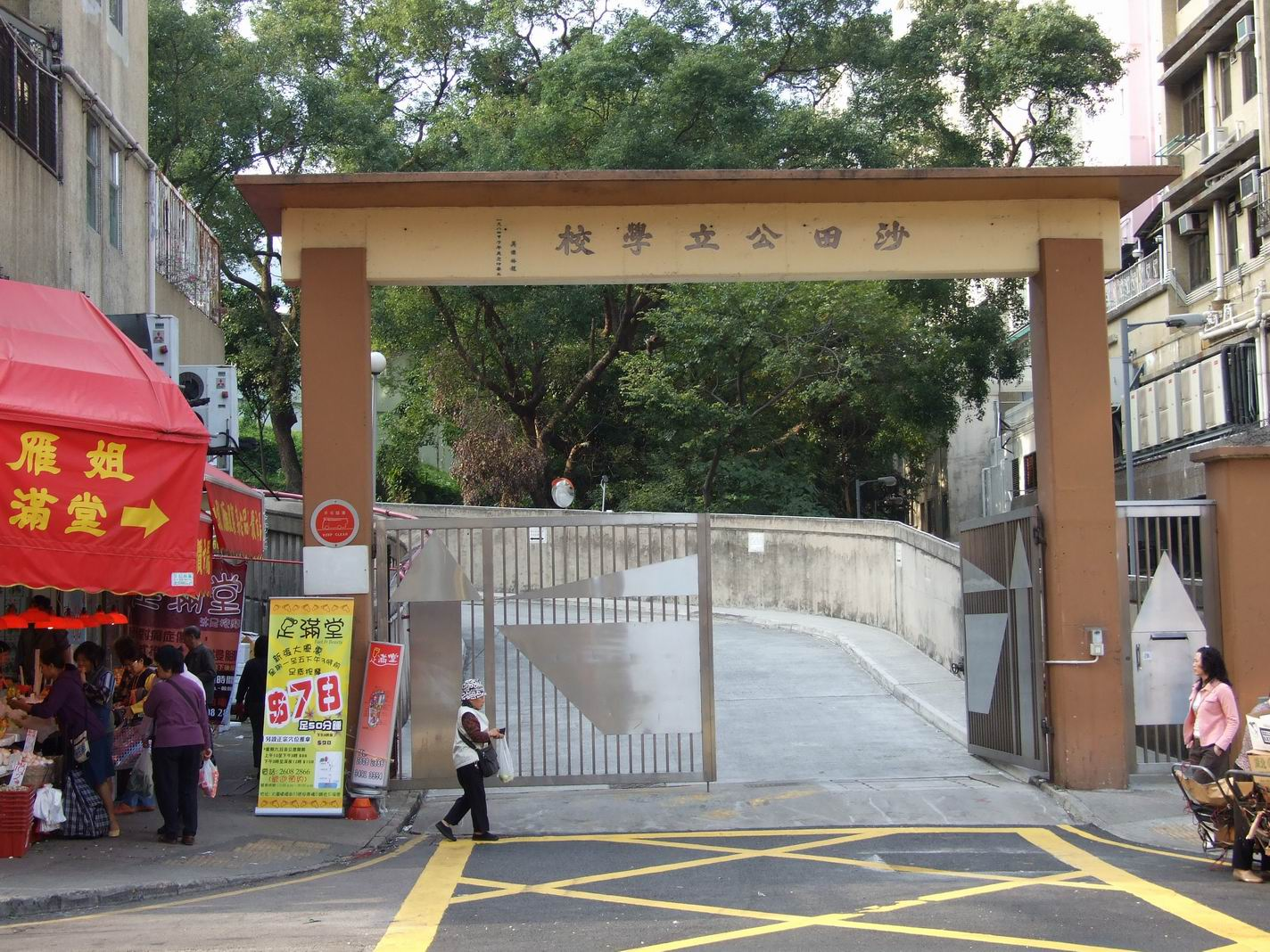
沙田公立學校牌坊及入口

沙田公立學校（英語：Shatin Public School，簡稱沙公、SPS）是香港的一所特殊學校，位於新界沙田大圍積輝街15號。
該學校原為香港一所鄉村學校，直至於1982年更改為一所特殊學校（輕度智障）。
該學校以「忠信仁愛、勤學守禮」作為校訓，致力培育有特殊教育需要的兒童在「德、智、體、群、美」各方面獲得均衡的發展。

## 歷任校長
村校時期
- ？至1957年：陳本焯 先生[2]
- 1957年至？：劉才 先生[2]
- 李國樑 先生

特殊學校時期
- 凌劉月芬 女士
- 何兆餘 先生
- 吳月娥 女士
- 陳志權 先生

## 歷史
第一代學校時期（1954年至1982年）：
第一代的沙田公立學校於二戰結束後，由數條鄉村的村校合併而成，提供小學教育，於1954年開幕。1985年由主流學校轉為特殊學校期間，共有28屆畢業生，其中最後一屆學生於完成上學期課程後，轉往沙田公立美林小學（1982創校，今循理會美林小學，並已於2010年遷校）完成下學期課程。
第二代學校時期（1982年至今）：
2011-2012年度上學期開始，創作本校校歌，並演唱予本校全體師生。

## 學校設施
全校共有六座校舍，其中包括課室12間、圖書室、學生活動中心、科技與生活室、音樂室、言語治療室、電腦室、護理室、社工室、輔導室、校長室、教員室及儲物室等。另有露天休憩場地、有蓋操場及停車場等設施。沙田公立學校已全面鋪設內聯網供教與學之用。

## 班級結構
現時沙田公立學校教職員合共55人，全校可收納學生240名，開設12個班級，每班20人，計有小學6班（小一至小六），中學6班（中一至中六），入讀學生年齡由6至18歲。由2009-2010年度開期開始，中學6班加開為7班，由（中一甲、中一乙至中六），因特別情況等學校批准重讀，至2013-2014年度取消此安排。將來學校擴建完成後，全校可收納學生240名增至270名，每班20人改為15人，開設12個班級加開為18班，小學6班加開為9班，由（小一至小六），中學6班加開為9班 由（中一至中六），因特別情況等學校批准重讀。
學生必須經由教育局學位安排組甄別後轉介。學校於新學年開課前，將新生及原校生按其年齡長幼編排入讀各班。又每班20人（未來為15人），若學額充裕時，會優先考慮將較低班級的學生人數減少。

## 未來發展
沙田公立學校在特殊學校延長學生學習年期下，面對設施不足，而且因應特殊學校推行新高中學制、逐步實施學生延長學習年期的改善措施，以及輕度智障兒童學校班額由每班二十人下調至十五人，學校須加開班級，現有包括十二個課室等教學設施已被盡用。故教育局擬申請撥款逾一億四千八百萬元，興建樓高六層的新翼大樓，立法會教育事務委員會已於2021年5月7日進行審議，其後方案於2021年6月16日通過此方案。建造工程暫定在2021年第三季展開，以期在2024年第一季完成。
擬建的新翼大樓高六層，包括五間課室（預計會為兩間小學課室，三間中學課室）及兩間特別室，並會重置設計與科技與生活室，其餘設施包括教員室、社工室及言語治療室。當局指新大樓將配合學校的運作需要，為學生提供高中教育和延長學習年期的服務，提升學與教環境。當局亦會改建現有學校設施，料工程需時約三年完成。其後於2021年6月16日擬建的課室數量增加至六間（預計會為三間小學課室，三間中學課室），擬建的特別室數量增加至五間，並於原滾球場位置重置遊樂場。
當局考慮學校需要、學童在臨時校舍上課的適應，以及審慎運用公帑原則等因素，認為興建新翼大樓，以及進行內部改建屬合適方法。

## 著名/傑出校友
- 丘成桐（1960年）：數學家
- 丘成棟：華裔數學家、美國伊利諾大學芝加哥分校榮休教授
- 杜雄光（1965年）：警員，於六七暴動期間被土製炸彈炸死殉職
- 潘永祥：香港城市大學建築科技學部高級講師
- 張兆輝（1975年）：香港男演員[註 5]
- 韋國洪（1969年）：前沙田區議會主席
- 楊榮基：香港樹仁大學工商管理學系系主任及卓越研究教授
- 羅沃啟：香港人權監察總幹事
- 黃婉冰：前香港紅十字會甘迺迪中心校長
- 張可盈：中國香港殘奧游泳代表隊運動員
- 譚偉業：前中國香港殘奧游泳代表隊運動員

## 新聞
- 15歲自閉智障童智商僅6歲　愛心校長有教無類︰特殊學童也有潛能
- 三屍命案：沙田公立學校啟危機處理輔導學生
- 傑出關愛學生選舉成橋樑　助輕度智障學生投身社會 （页面存档备份，存于）

## 外部連結
- 沙田公立學校官方網站 （页面存档备份，存于）
- https://sites.google.com/site/oldsps/ （页面存档备份，存于）
- http://shatinpublicschool.blogspot.hk/ （页面存档备份，存于）
- 家庭與學校合作事宜委員會相關網站 - 沙田公立學校 （页面存档备份，存于）